# كيلي براون (لاعبة كرلنغ)
كيلي براون هي لاعبة كرلنغ كندية، ولدت في 13 يوليو 1993 في كالغاري في كندا.